# Pierre Magnan
Pierre Magnan, född 19 september 1922 i Manosque, Alpes-de-Haute-Provence, död 28 april 2012 i Voiron, Isère, var en fransk författare. Magnan gjorde sin litterära debut 1946 med romanen L'aube insolite. Han slog igenom som deckarförfattare 1977 och har sedan dess skrivit en lång rad böcker: romaner, noveller och essäer. Hans polisromaner utspelar sig i Provence. Huvudpersonerna är kriminalkommissarien Laviolette och undersökningsdomaren Chabrand. Hans senaste bok utgiven på svenska är Kyndelälskaren (L'amant du poivre d'âne), en livfull skildring av barndomen i en sydfransk småstad. Magnan avled den 28 april 2012.